# Ruslands militær
Ruslands militær har til opgave at forsvare Rusland mod ydre fjender, men har i forskelligt omfang også interne sikkerhedsopgaver. Ruslands militær er blandt verdens største og omfatter bl.a. soldater med forskellige håndvåben, militært isenkram som kampvogne, kampfly, krigsskibe og kernevåben.
Det samlede militære forsvar omfatter bl.a. følgende "enheder" mv.:
- De ordinære styrker: luftbårne styrker, marineinfanteri, hæren og grænsetropper.
- Flåden og luftvåbnet.
- Specialstyrker: hærens specialstyrker, Spetsnaz, paramilitære Spetsnaz, Alfa-gruppen, Beta-gruppen og Vympel.
- Efterretningstjenester: GRU, SRV og FSB (tidligere bl.a. KGB og NKVD).

| Militær | Spire Denne artikel om militær er en spire som bør udbygges. Du er velkommen til at hjælpe Wikipedia ved at udvide den. |